# Who Am I?
Who Am I? es el segundo álbum de estudio de la banda británica de indie pop Pale Waves. Fue lanzado el 12 de febrero de 2021 por el sello discográfico independiente Dirty Hit. El disco fue producido por Rich Costey y grabado en Los Ángeles. Mientras que el álbum anterior de la banda, My Mind Makes Noises (2018), se inspiró en el synth pop de la década de 1980, Who Am I? se inspiró en músicos de pop y rock de la década de 1990 y principios de los 2000, incluidos actos como Avril Lavigne, Liz Phair, Michelle Branch, Alanis Morissette y Courtney Love.
Todas las canciones de Who Am I? fueron coescritos por la vocalista principal y guitarrista de la banda, Heather Baron-Gracie; otros fueron coescritos por Sam de Jong, Suzanne Lyn Shinn, Jake Sinclair y la baterista de la banda Ciara Doran. Muchas de las canciones del álbum giran en torno a temas de romance, amor, aceptación y sexualidad queer, todas ellas parcialmente inspiradas en la relación romántica de Baron-Gracie con la cantautora Kelsi Luck. Baron-Gracie se motivó aún más para centrarse en temas LGBTQ+ después de que Doran se declarara no binaria.
Tras su lanzamiento, Who Am I? debutó en el número tres en la lista de álbumes del Reino Unido y en el número uno en la lista de álbumes independientes del Reino Unido. Who Am I? fue apoyado por cinco sencillos (a saber, "Change", "She's My Religion", "Easy", "You Don't Own Me" y "Fall to Pieces", todos los cuales fueron promocionados con sus propios videos musicales); debido a la pandemia de COVID-19, Pale Waves se vio obligado a posponer una gira de apoyo al álbum hasta 2022.

## Antecedentes y grabación
En febrero de 2020, tres de los miembros de la banda Pale Waves, Ciara Doran, Hugo Silvani y Charlie Wood, estuvieron involucrados en un accidente de tráfico casi fatal cuando viajaban entre espectáculos en Suecia y Alemania. El autobús en el que viajaban se deslizó sobre una carretera helada y cayó en una zanja, y aunque nadie resultó gravemente herido, los miembros de la banda dijeron que fue traumático. Además del accidente de tráfico, la pandemia de COVID-19 interrumpió el lanzamiento planeado del álbum, que originalmente estaba programado para principios de 2020. A pesar de este contratiempo, la líder de la banda, Heather Baron-Gracie, explicó a la revista NME que la cuarentena les dio tiempo a la banda. miembros para tener algo de "espacio y tiempo para procesar lo que pasó [con el accidente de tráfico] y sanar".
Who Am I? se grabó principalmente en Los Ángeles junto al productor Rich Costey, quien había trabajado anteriormente con actos como Foo Fighters, Muse y Biffy Clyro.  La banda eligió grabar en Los Ángeles, California, ya que Baron-Gracie sintió que "es un lugar realmente alentador e inspirador porque hay mucha gente creativa". Una gran parte del álbum se grabó con toda la banda en Los Ángeles, pero cuando llegó la pandemia de COVID-19 en marzo de 2020, la banda se vio obligada a separarse. Baron-Gracie y Doran permanecieron en Los Ángeles mientras que el guitarrista Hugo Silvani y el bajista Charlie Wood regresaron al Reino Unido. Silvani y Wood grabarían sus propias partes de forma remota y se las enviarían a Baron-Gracie y Doran en Los Ángeles. Matt Bellamy, de la banda de rock Muse, iba a interpretar algunas de las partes de bajo del álbum, pero como dijo Baron-Gracie a la revista DIY: " Logramos hacerlo a través de Internet con [Wood] al final". Debido a los protocolos de contención y prevención de COVID-19, el último segmento del álbum fue grabado solo por Baron-Gracie con otro productor en la sala. Las pautas de distanciamiento social significaron que Baron-Gracie pasó la mayor parte de este tiempo confinado en la cabina vocal del estudio.

## Sencillos
"Change", el primer sencillo lanzado de Who Am I?, debutó en BBC Radio 1 el 10 de noviembre de 2020; El video musical del sencillo, dirigido por Johnny Goddard, también se lanzó en ese momento, junto con un anuncio sobre el álbum en sí.
El segundo sencillo del álbum, "She's My Religion", se lanzó el 15 de diciembre de 2020. El 22 de diciembre se lanzó un video del sencillo, dirigido por Jess Kohl y protagonizado por Baron-Gracie y Kelsi Luck; Debido a esto, Baron-Gracie le dijo a la revista Pride que el video fue el primero de la banda en el que "realmente la ves íntimamente con alguien".
El tercer sencillo que se lanzó del álbum fue "Easy" el 13 de enero de 2021, y se estrenó en BBC Radio 1. Según Baron-Gracie, el video musical que acompaña a la canción, dirigido por James Slater, estaba "inspirado en la estética medieval gótica y ... películas de Tim Burton"..
El cuarto sencillo, "You Don't Own Me" fue lanzado el 29 de enero de 2021. El video musical de la canción, que fue codirigido por Baron-Gracie y Luck, se lanzó el 1 de marzo y el sitio de música Nü Sounds lo describió como un "portal al grunge de principios de la década de 2000; cabello rojo, graffiti, todas las obras." El sitio también comparó el vestido de Baron-Gracie con los que usó Melanie Martinez y calificó la producción en general como "un recuerdo de toda la vida".[cita requerida]
El quinto y último sencillo que se lanzó fue "Fall to Pieces", que también se estrenó en BBC Radio 1 el 9 de febrero de 2021. El 12 de febrero se lanzó un video del sencillo, dirigido por Callum L. James.

## Lista de canciones
Todas las canciones escritas y compuestas por Ciara Doran y Heather Baron-Gracie. 
| N.º | Título              | Producido(s) | Duración |  |
| 1.  | «Change»            | Rich Costey  | 2:52     |  |
| 2.  | «Fall to Pieces»    | Costey       | 2:47     |  |
| 3.  | «She's My Religion» | Costey       | 3:09     |  |
| 4.  | «Easy»              | Costey       | 2:54     |  |
| 5.  | «Wish U Were Here»  | Costey       | 2:41     |  |
| 6.  | «Tomorrow»          | Costey       | 2:37     |  |
| 7.  | «You Don't Own Me»  | Costey       | 3:16     |  |
| 8.  | «I Just Needed You» | Costey       | 3:06     |  |
| 9.  | «Odd Ones Out»      | Costey       | 3:01     |  |
| 10. | «Run To»            | Costey       | 2:45     |  |
| 11. | «Who Am I?»         | Costey       | 4:31     |  |

## Posicionamiento en lista
| Lista (2021)                        | Mejor posición |
| ----------------------------------- | -------------- |
| Escocia (Scottish Albums Chart)     | 2              |
| Irlanda (IRMA)                      | 86             |
| Japan Hot Albums (Billboard Japan)  | 88             |
| Japanese Albums (Oricon)            | 142            |
| Reino Unido (UK Albums Chart)       | 3              |
| Reino Unido (UK Independent Albums) | 1              |

## Personal
- Heather Baron-Gracie - voz principal, guitarra rítmica
- Hugo Silvani - guitarra, teclados
- Charlie Wood - bajo, teclado
- Ciara Doran - batería